# Ligne 28 (Infrabel)
Pour les articles homonymes, voir Ligne 28.
La ligne 28 est une ligne ferroviaire belge de 8,9 km de long qui relie la gare de Bruxelles-Midi à la gare de Schaerbeek, en passant par l'ouest de Bruxelles.

## Historique

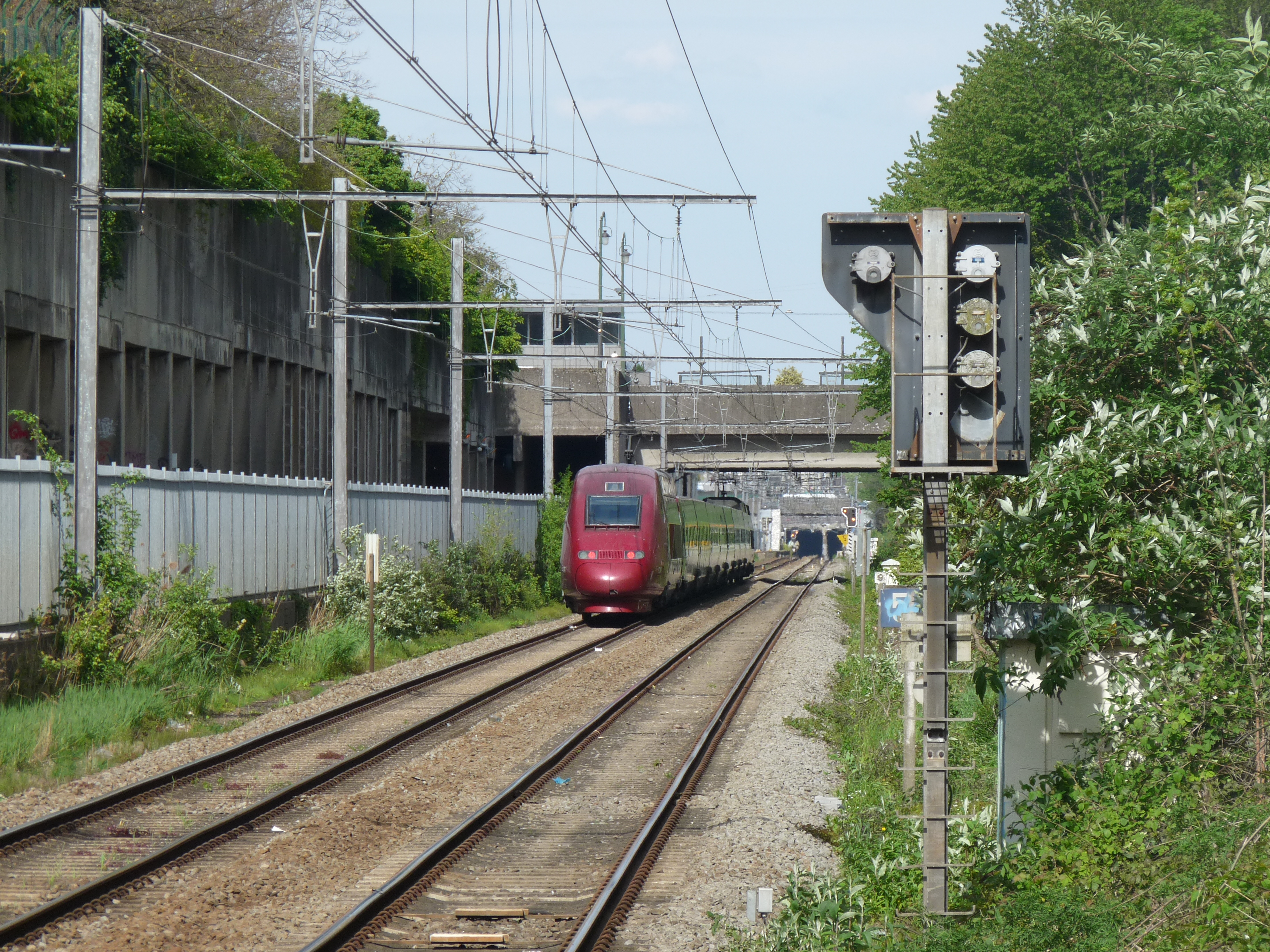
Train Thalys utilisant la ligne comme déviation

Cette ligne, mise en service dès le 1er juin 1871, comprenait à l'origine les gares de Cureghem (aujourd'hui gare de marchandises de Bruxelles-Petite-Île), Bruxelles-Ouest (marchandises également), Koekelberg (aujourd'hui Simonis), Pannenhuis (aujourd'hui Tour et Taxis, avec à l'époque un raccordement vers le site de dédouanement ferro-routier de Tour et Taxis) et Laeken (aujourd'hui fermée, et remplacée par la gare de Bockstael qui n'est plus sur la ligne 28).
Cette ligne a de tout temps été utilisée par les trains de marchandises en provenance des lignes 94 (Tournai, Ath, Enghien), 96 (Mons, Braine-le-Comte) et même 124 (Charleroi, Nivelles) et à destination de la gare de triage de Schaerbeek (ou vice-versa) pour leur faire contourner Bruxelles par l'ouest, mais depuis 1926 elle est concurrencée par la ligne 26 qui contourne Bruxelles par l'est et de plus loin.
Le trafic voyageurs, interrompu en 1984, n'a repris que le 13 décembre 2009 à raison d'un train S cadencé à l'heure sur le trajet Alost – Jette – Bruxelles Nord-Central-Midi-Ouest – Jette – Termonde.
L'assiette initialement prévue pour la mise à quatre voies de cette ligne, et qui n'avait pas été utilisée, a été en grande partie reprise à partir de 1982 par le métro de Bruxelles.

## Correspondances et raccordements
Il existe ou a existé des raccordements et correspondances aux points suivants de cette ligne :
- Gare de Schaerbeek :
  - Ligne 25 Bruxelles-Nord – Anvers-Luchtbal
  - Ligne 26 Schaerbeek – Hal
  - Ligne 26A Schaerbeek – Y Haren-Nord → ligne 27 vers Anvers-Central
  - Ligne 27 Bruxelles-Nord – Gare d'Anvers-Central
  - Ligne 36 Bruxelles-Nord – Liège-Guillemins
  - Ligne 36N  Bruxelles-Nord – Louvain
  - Ligne 161 Schaerbeek – Namur
- Y Pont-de-la-Senne :
  - Ligne 50 vers Bruxelles-Nord
  - Ligne 161/1 vers Y Josaphat → ligne 161 vers Namur
- Y Laeken :
  - Ligne 50 vers Gand-Saint-Pierre
- Y Pannenhuis :
  - Ligne 28/1 vers Y Bockstael → Ligne 50 vers Gand-Saint-Pierre
  - Ligne 28A (déferrée en 2001) vers Bruxelles-Tour-et-Taxis marchandises
- Entre Simonis et Bruxelles-Ouest :
  - Raccordement industriel vers le métro de Bruxelles[1]
- Y Cureghem :
  - Ligne 28/2 vers Y Bruxelles-Petite-Île → ligne 50A vers Ostende
  - Ligne 28/3 vers Y Forest-Est → ligne 124 vers Charleroi-Central
- Gare de Bruxelles-Midi :
  - Ligne 0 vers Bruxelles-Nord
  - Ligne 50A vers Ostende
  - Ligne 96 vers Quévy-frontière / Feignies (F) frontière
  - Ligne 96A vers Hal
  - Ligne 96B vers Forest-Voitures
  - Ligne 96C vers …
  - Ligne 96D vers Forest-Voitures
  - Ligne 96N vers Hal → LGV 1
  - Ligne 124 vers Charleroi-Central

## Gares desservies et intermodalité
En italique les anciennes gares et les stations de métro :

- Gare de Bruxelles-Midi (métro Gare du Midi, tramway de Bruxelles, autobus de Bruxelles, TEC, De Lijn)
- Gare de Cureghem
- Gare de Bruxelles-Ouest (métro Gare de l'Ouest, tramway de Bruxelles, autobus de Bruxelles, De Lijn)
- Gare de Simonis (métro Simonis, métro Elisabeth, tramway de Bruxelles, autobus de Bruxelles, De Lijn)
- Gare de Tour et Taxis (métro Pannenhuis)
- Gare de Laeken
- Gare Royale
- Gare de Schaerbeek (tramway de Bruxelles, autobus de Bruxelles)